# Smejko a Tanculienka
Smejko a Tanculienka je slovenská dance-popová skupina. Hojně vystupuje jak na Slovensku, tak i v Česku, a to i v menších městech, přičemž do některých se i opakovaně vrací. Obzvláště velkého úspěchu se jí podařilo dosáhnout na YouTube, kde má její kanál více než 900 tisíc odběratelů a přes miliardu zhlédnutí. Tím se řadí mezi nejpopulárnější interprety česko-slovenské hudební scény.

## O skupině
Duo Smejko a Tanculienka vzniklo v roce 2014. Založili ho společně Marek Kováč a Petra Kováčová, kteří toto duo také sami tvoří. Marek je přezdívaný „Smejko“ a Petra je „Tanculienka“. S nápadem na založení skupiny prý přišla údajně jako první Petra. Společná tvorba je oba natolik sblížila, že měli svatbu a stali se z nich manželé.
Pro skupinu je charakteristická velmi živá taneční hudba. Kromě samotných hudebních klipů tvoří i celé vlastní muzikálové filmy. Aktivně spolupracuje s obdobným českým duem Štístkem a Poupěnkou, se kterým už vydala několik společných hudebních klipů, jako například „Československá“ nebo „Nic nás nezlomí“. Společně s ním provozuje také platformu Kukino.tv obsahující tvorbu obou dvou skupin.
Kromě hlavního kanálu mají také druhý anglojazyčný jménem „Bumblee and Ladybelle“. Ten však zdaleka neměl tak velký úspěch jako hlavní kanál a bylo na něm zveřejněno pouze několik videí.

## Seznam alb
- Smejko a Tanculienka (2014)
- Čáry Máry Fuk (2015)
- Kde bolo, tam bolo (2016)
- Kuk, ani muk! (2017)
- Hip, Hip, Hurá! (2018)
- Všetko najlepšie! (2019)
- Tancuj, tancuj! (2020)
- Poď von! (2021)
- Šťastné a veselé (2022)
- Cesta do fantázie (2024)